# Травневое (Полтавская область)
Травневое (укр. Травневе) — село в Клюшниковском сельском совете Миргородского района Полтавской области, Украина.
Код КОАТУУ — 5323283411. Население по переписи 2001 года составляло 94 человека.

## Географическое положение
Село Травневое примыкает к селу Сохацкое. По селу протекает пересыхающий ручей с запрудой.
Село указано на трехверстовке Полтавской области «Военно-топографическая карта» 1869 года как хутор Юревича.